# São Paulo de Olivença
São Paulo de Olivença este un oraș în unitatea federativă Amazonas (AM) din Brazilia.